# Xincheng (ort i Kina, Zhejiang Sheng, lat 30,80, long 120,62)
Xincheng är en ort i Kina. Den ligger i provinsen Zhejiang, i den östra delen av landet, omkring 75 kilometer nordost om provinshuvudstaden Hangzhou. Antalet invånare är 78 822. Befolkningen består av 39 407 kvinnor och 39 415 män. Barn under 15 år utgör 12,0 %, vuxna 15-64 år 74 %, och äldre över 65 år 12,0 %.
Runt Xincheng är det tätbefolkat, med 849 invånare per kvadratkilometer. Närmaste större samhälle är Shengze, 13,0 km norr om Xincheng. Trakten runt Xincheng består till största delen av jordbruksmark.
Genomsnittlig årsnederbörd är 1 712 millimeter. Den regnigaste månaden är juni, med i genomsnitt 277 mm nederbörd, och den torraste är november, med 65 mm nederbörd.